# Донни, Жаклин
Жаклин Донни (фр. Jacqueline Donny; 2 августа 1927, Париж — 14 февраля 2021, Фонтене-су-Буа, Иль-де-Франс, Франция) — французская модель, победительница национального конкурса красоты Мисс Франция 1948 и Мисс Европа (1948).
Работала продавщицей в магазине одежды в Париже, когда дизайнер Магги Руфф пригласила её стать манекенщицей в её Доме моды. Позже, была признана одной из самых известных французских моделей. В 1947 году стала победительницей конкурса красоты «Мисс Париж», а в 1948 году — победительницей конкурса Мисс Франция" и первой Мисс Европа после завершения Второй мировой войны.